# Nils Candia Gini
Nils Candia Gini (født 2. juni 1944) er en paraguayansk advokat og politiker, der i perioden 2006-09 var leder af Febrerista Revolutionære Parti, der ved valget i 2008 var en del af Patriotisk Alliance For Forandring.